# Santo Eustáquio (Países Baixos)
Santo Eustáquio (em neerlandês: Sint Eustatius, também conhecida como Statia ou Saint Eustace) é uma das ilhas e município especial dos Países Baixos localizada nas Pequenas Antilhas, no mar do Caribe. Até 2010 fazia parte das Antilhas Neerlandesas, formalmente extintas.
Localiza-se porção norte das Ilhas de Sotavento, nas Índias Ocidentais, a sudeste das Ilhas Virgens. Santo Eustáquio localiza-se imediatamente a noroeste de São Cristóvão e a sudeste de Saba. A capital regional é Oranjestad.
Com uma área de 21 quilômetros quadrados e população de aproximadamente 3.500 habitantes, a ilha apresenta uma densidade populacional de cerca de 169 habitantes por quilômetro quadrado. A partir de 2015, a população foi oficialmente estimada em 3.877. A língua oficial é o neerlandês, mas o inglês é a "língua da vida cotidiana" na ilha, a educação é apenas em inglês. Um crioulo local baseado no inglês também é falado informalmente. Viajantes para a ilha por via aérea chegam através de F.D. Aeroporto Roosevelt.

## Nome
O nome da ilha, “Sint Eustatius”, é o nome neerlandês para Santo Eustáquio, um lendário mártir cristão, conhecido em espanhol como San Eustaquio e em português como Santo Eustáquio.

## História
A ilha foi avistada por Cristóvão Colombo em 1493 e reclamada por uma surpreendente justaposição de nações durante os 150 anos seguintes.  Em 1636, foi colonizada pela Companhia Neerlandesa das Índias Ocidentais. A ilha foi, também, a sede de um dos primeiros assentamentos judaicos no Novo Mundo, que remonta pelo menos ao século XVIII. A Sinagoga Honen Dalim, agora em ruínas, foi construída em 1739 e queimada pelo almirante Rodney em 1781. Nesse mesmo ano, parte da comunidade judaica foi deportada.

## Geografia

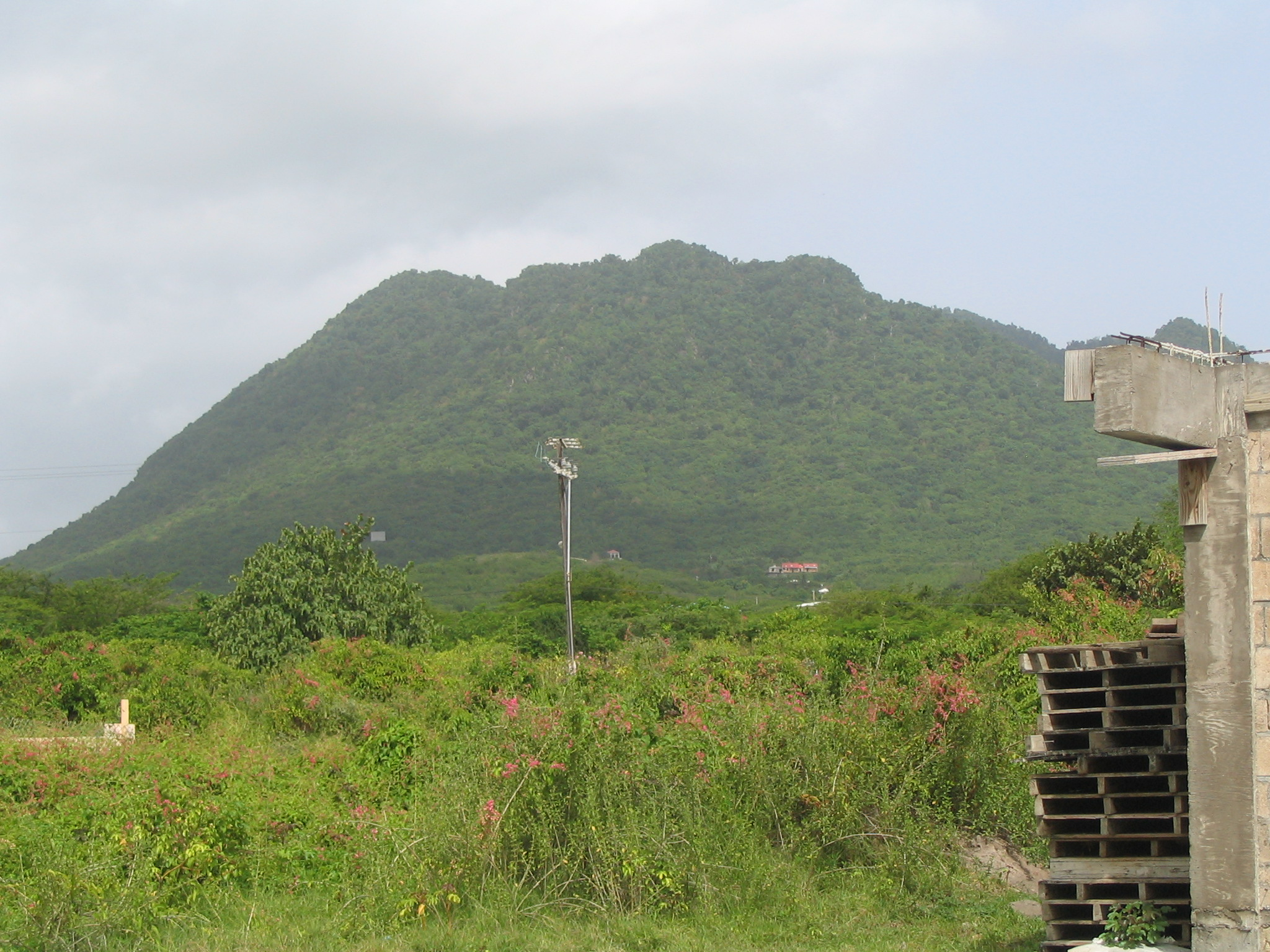
Monte Mazinga

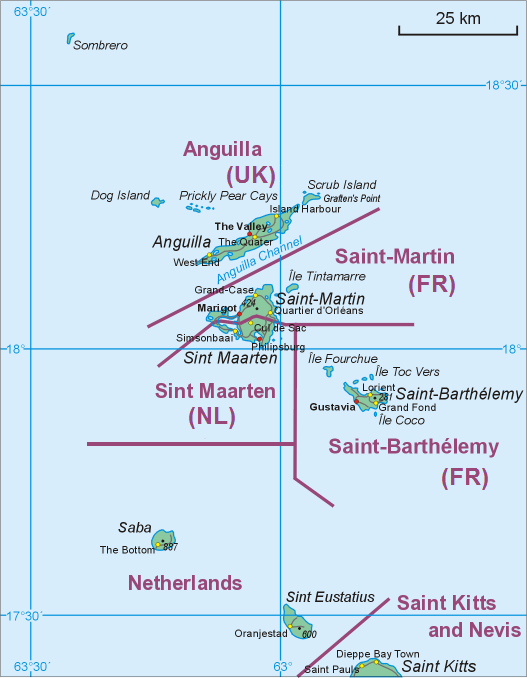
Mapa

Geograficamente, a ilha é em forma de sela, com o monte Mazinga (um vulcão extinto) de 602 metros de altura, coloquialmente chamado de Quill (a partir do neerlandês kuil, que significa "buraco", por causa de sua cratera) para o sudeste e ao menor par Hill/Little Mountain e Mountain Boven ao noroeste. A cratera do Quill é um destino turístico. A maior parte da população da ilha vive no intervalo entre as duas áreas que atravessa o centro da ilha.

### Formação
Anteriormente parte das Antilhas Neerlandesas, Santo Eustáquio tornou-se um município especial nos Países Baixos em 10 de outubro de 2010.